# Acartus biplagiatus
Acartus biplagiatus là một loài bọ cánh cứng trong họ Cerambycidae.